# Hemistyela pacifica
Hemistyela pacifica is een zakpijpensoort uit de familie van de Pyuridae. De wetenschappelijke naam van de soort is voor het eerst geldig gepubliceerd in 2006 door Sanamyan & Sanamyan.